# Mihajlo Arsoski
Mihajlo Arsoski (nacido el 21 de septiembre de 1995) es un delantero de baloncesto profesional macedonio que juega para el KK Kožuv en la Primera Liga de Macedonia. También es miembro del equipo nacional de baloncesto de Macedonia del Norte.
Arsoski comenzó la temporada 2021-22 con KK Feniks 2010 Skopje y promedió 2,2 puntos y 1,2 rebotes por partido. El 28 de febrero de 2022 firmó con el KK Kožuv.